# Frank Wedekind
Frank Wedekind (teljes nevén: Frank Robert Wedekind) (Hannover, 1864. július 24. – München, 1918. március 9.) német drámaíró.

## Stílusa, jelentősége
Wedekind stílusa expresszionista, szecessziós, de a jelenetek ábrázolásában gyakran naturalisztikus: ezek csak egymásutánjukban keltenek groteszk hatást. Strindberggel együtt őt nevezhetjük az expresszionizmus előfutárának. Brechtre, Ödön von Horváthra, Ernst Tollerre, Lion Feuchtwangerre is hatott.
Kosztolányi Dezső szerint: "Kalandos, bohócszerű egyéniség. Minden munkája heves vita tárgya. Lírája regényesen fura. Legtöbb verse: gyászos fintor." (Idegen költők anthológiája II., 1937, Révai, Budapest, 143. old.)

## Ifjúsága
Német orvos és magyar színésznő fiaként született. A család sokat utazott. Wedekind az ifjúságát Párizsban töltötte, de megfordult Svájcban is. Újságíró, kabaré igazgatója. Szatirikus verseket írt II. Vilmos német császárról, ezért felségsértés vádjával 7 hónap börtönre ítélték.

## Művei
Első darabját (A tavasz ébredése; Frühlings Erwachen) 1891-ben írta. A szenteskedő, polgári tisztességben megőszült felnőttek érzéketlensége miatt a serdülők ébredő szexuális ösztöneiket torz módon élik ki: Johannes az Ernsttel való csókolózásban, Melchior és Wendla brutális, érzelem nélküli szexben. Wendla, akit anyja a gólyamesével hülyít, belehal a gyermekszülésbe, de csak a bába abortív szerei miatt. Melchiort kicsapják egy affér miatt a gimnáziumból, apja javítóintézetbe adja. A félállati körülmények közt élő gyerekek közül Melchior megszökik. A temetőben a félőrült fiú előtt megjelenik öngyilkos barátja, Moritz és egy álarcos, akik Melchior énjének ilyen meg olyan oldalai: Moritz az öngyilkosságra csábítja ("Nyújtsd a kezedet."), az álarcos a társadalomba, emberek közé vinné, s Melchior vele megy el, azaz "beilleszkedik a társadalomba". Nagy siker és botrány. A következő években Wedekind színészként is fellépett saját darabjaiban. 
- 1895: A föld szelleme (Erdgeist), majd folytatása, a Pandora szelencéje (Die Büchse der Pandora, 1904) egy vonzó, romlott nőről, Luluról, akinek senki sem tud ellenállni, s akit végül Hasfelmetsző Jack öl meg Londonban. A darabból Alban Berg írt operát Lulu címmel.
- A következő darabjai: A kamaraénekes (Der Kammersänger, 1899), Muzsika (Musik, 1906), Haláltánc (Totentanz, 1906), Franziska (1910) is Wedekind örök témáját, a férfi és nő torzult viszonyát ábrázolják. Wedekind nem tudott meglenni nők nélkül. Nőalakjai gyakran szinte démoni szörnyetegek.
- Keith márki (Die Marquis von Keith, 1900) egy Hlesztakov-forma szélhámos társasági karrierjéről szól.
- További darabjai: Nicolo király, avagy ilyen az élet (König Nicolo, or So ist das Leben, 1902); A cenzúra (Die Zensur, 1908), Wetterstein-kastély (Schloss Wetterstein, 1910), Bismarck (1916), Herakles (1917) stb.

### Magyarul megjelent
- Tavasz ébredése. Színmű; ford. Szini Gyula; Sachs, Bp., 1908
- Novellák; ford. Karinthy Frigyes; Nyugat, Bp., 1911 (Nyugat könyvtár)
- A hőstenor. Három jelenet; ford. Bánóczi László; Politzer, Bp., 1910 (Modern könyvtár)
- A Föld szelleme. Tragédia; ford. Benedek Marcell; Lampel, Bp., 1911 (Fővárosi színházak műsora)
- Haláltánc. Három jelenet; ford. Karinthy Frigyes; Tevan, Békéscsaba, 1916 (Tevan könyvtár)
- A tavasz ébredése. Gyermektragédia; ford. Pajzs Elemér; Tevan, Békéscsaba, 1918 (Tevan-könyvtár)
- Muzsika. Színmű; ford. Vajda Dénes; Világirodalom, Bp., 192? (A világirodalom gyöngyei)
- Drámák; ford. Bányay Geyza et al., vál. Osztovits Levente, utószó Almási Miklós; Európa, Bp., 1980
- Pandóra szelencéje. Egy szörnytragédia, 1-3. felvonás; bev., ford. Forgách András; in: Színház, 1998./okt.
- Pandóra szelencéje. Egy szörnytragédia, 4-5. felvonás; ford. Forgách András; in: Színház, 1998./nov. * A szerelem elvakít; ford. Karinthy Frigyes, Tandori Dezső; Eri, Bp., 2005 (Kis szerelmes irodalom)